# Gasteracantha versicolor
Gasteracantha versicolor là một loài nhện trong họ Araneidae. Chúng được Charles Athanase Walckenaer miêu tả năm 1842.

## Hình ảnh

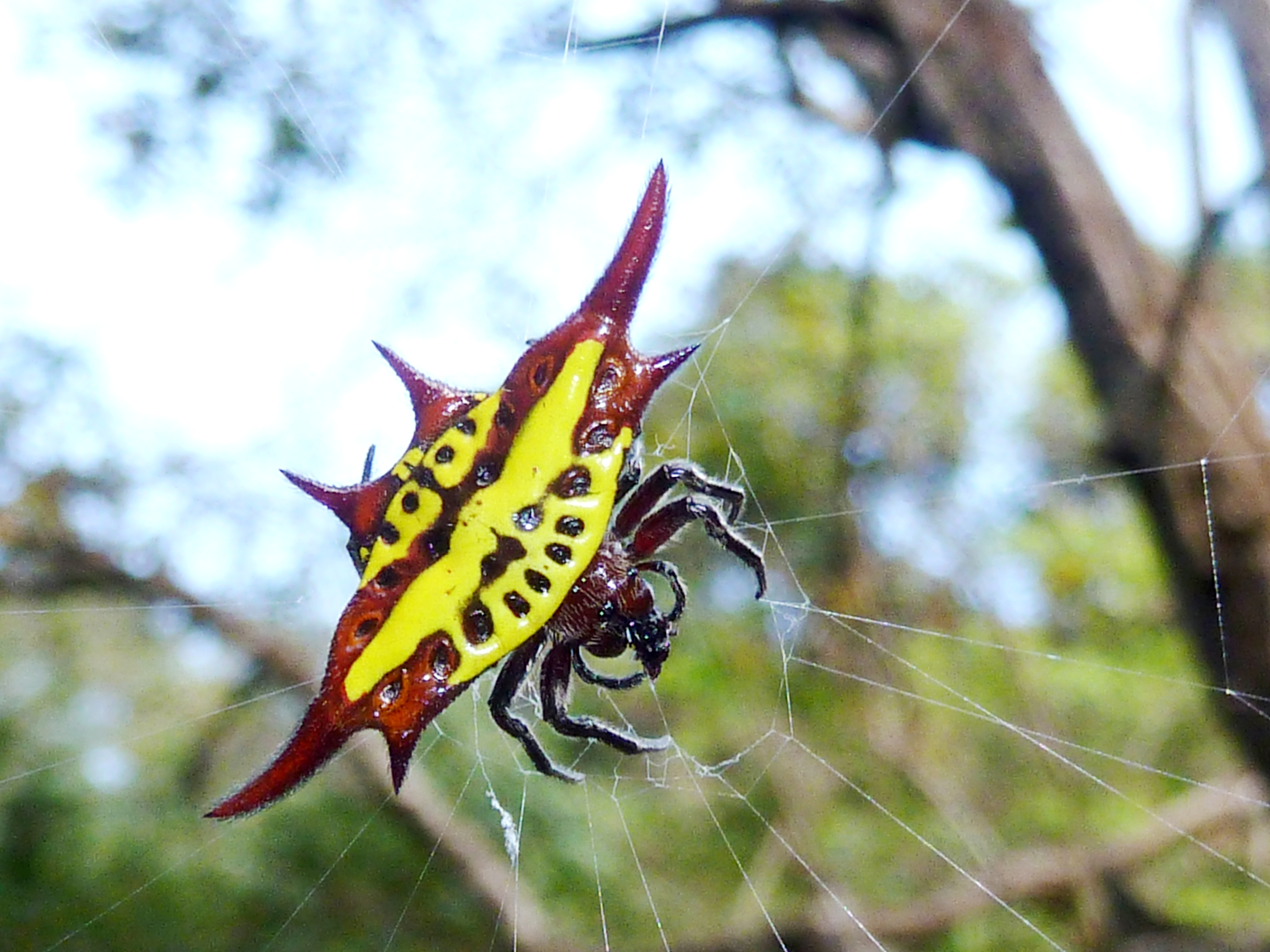
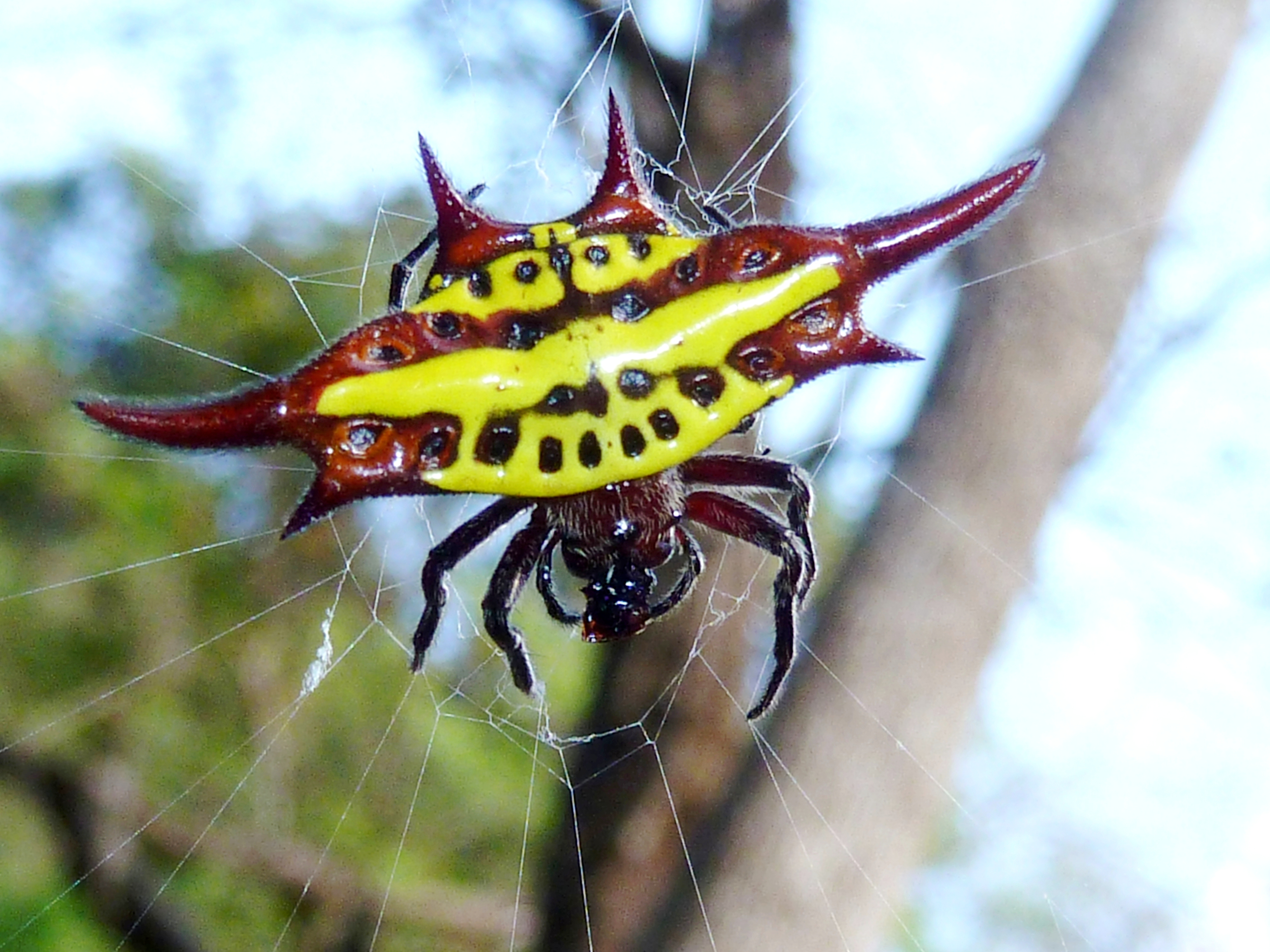
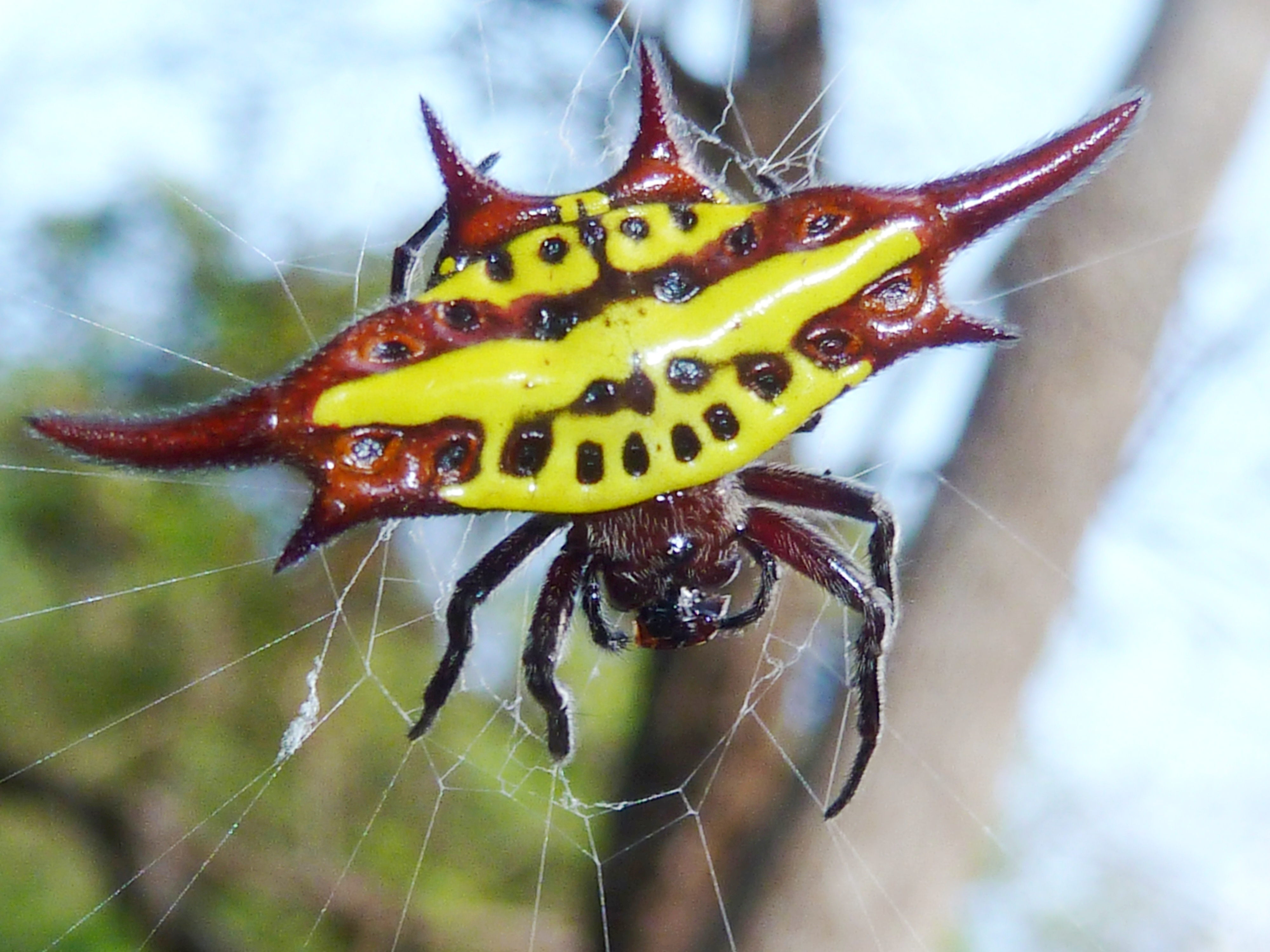
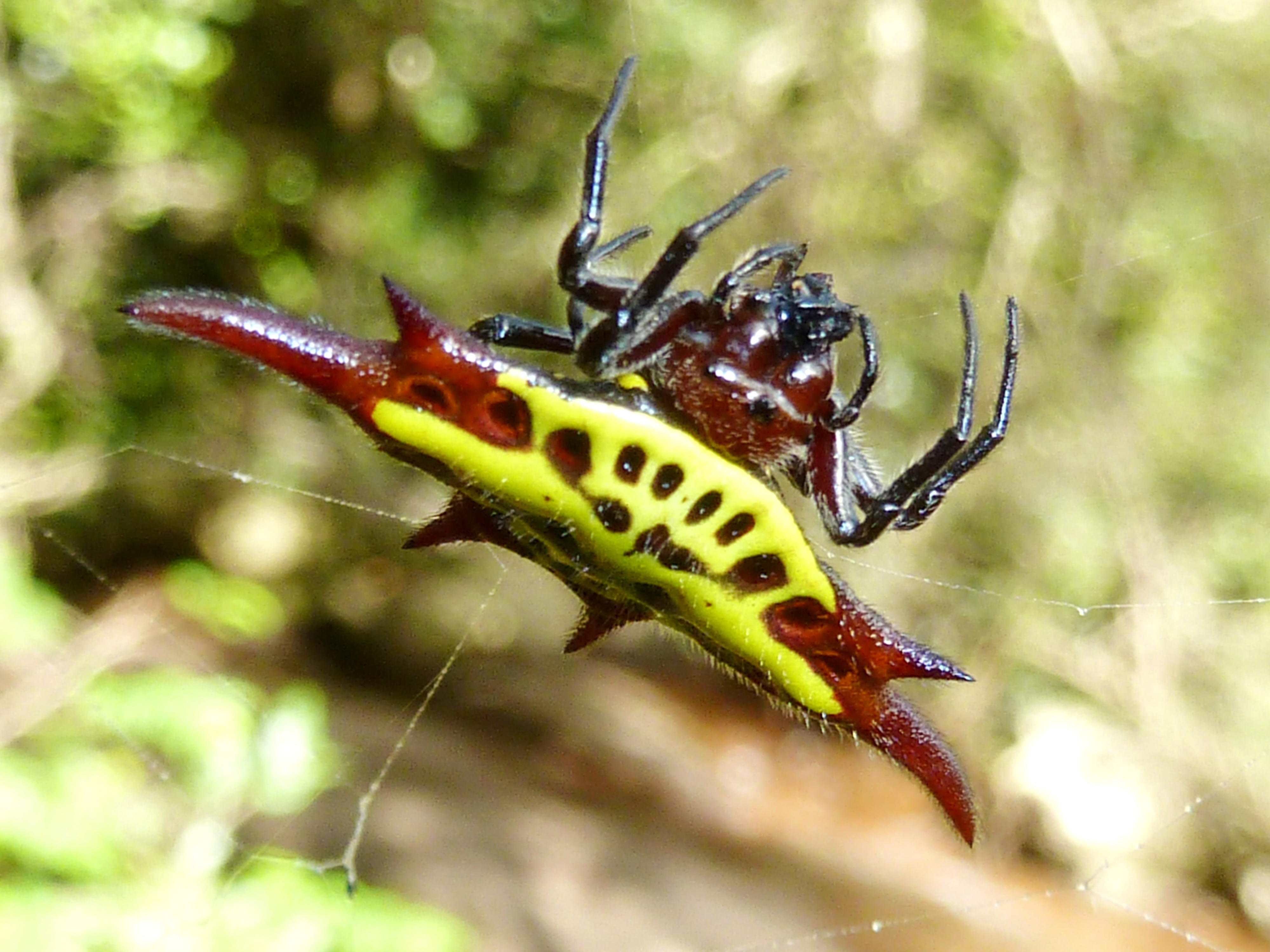

## Phân loài
- Gasteracantha versicolor avaratrae, M. Emerit, 1974
- Gasteracantha versicolor formosa, Vinson, 1863